# Theodor Kretschmer
Theodor Kretschmer (* 26. November 1901 in Burghaun; † 5. Dezember 1986 in Schlitz) war ein deutscher Offizier, zuletzt Generalmajor im Zweiten Weltkrieg. Er wurde am 8. März 1945 als Generalmajor und Kommandeur der 17. Panzer-Division mit dem Ritterkreuz des Eisernen Kreuzes ausgezeichnet.

## Leben
Kretschmer begann seine militärische Laufbahn 1919 als Freiwilliger bei der Garde-Kavallerie-Schützen-Division. In der  Reichswehr wurde er bei der Kraftfahr Abteilung 5 am 1. Januar 1924 zum Leutnant befördert. Ab dem 1. Oktober 1938 war er beim Generalstab des XVI. Armeekorps (Wehrmacht). Ab Beginn des Zweiten Weltkriegs war er im Oberkommando des Heeres (OKH) eingesetzt. Vom 10. Juni 1940 war er in der Panzer-Abteilung 65. Zum 8. Juli 1940 wurde er erneut im OKH eingesetzt. Am 1. April 1941 wurde er zum Oberstleutnant befördert. Am 1. Mai 1942 bekam er das Kommando des Panzer-Regiments 36 der 14. Panzer-Division. Ab dem 16. August 1942 leitete er eine Abteilung im Heerespersonalamt. Die Beförderung zum Oberst erfolgte am 1. Oktober 1942. Am 1. November 1944 wurde er zur Einarbeitung als Division-Kommandeur zur 16. Panzer-Division abkommandiert. Am 1. Februar 1945 wurde er Kommandeur der 17. Panzer-Division. Vom 11. Mai 1945 bis zum 10. November 1955 war er in sowjetischer Kriegsgefangenschaft. Er war damit einer der letzten Heimkehrer. 1958 lebte er an seinem Geburtsort Burghaun.

## Auszeichnungen
- Eisernes Kreuz (1939) II. Klasse
- Eisernes Kreuz (1939) I. Klasse
- Deutsches Kreuz in Gold
- Ritterkreuz des Eisernen Kreuzes